# هانك سويني
هانك سويني (بالإنجليزية: Hank Sweeney)‏ هو لاعب كرة قاعدة أمريكي، ولد في 28 ديسمبر 1915 في فرانكلين في الولايات المتحدة، وتوفي في 6 مايو 1980 في كولومبيا في الولايات المتحدة.

## وصلات خارجية
- هانك سويني على موقعبيزبول رفرنس.كوم (الدوري الرئيسي) (الإنجليزية)
- هانك سويني على موقعبيزبول رفرنس.كوم (الدوري الثانوي) (الإنجليزية)